# 오카모토 미치야
오카모토 미치야(일본어: 岡本 享也, 1995년 5월 15일~)는 일본의 축구 선수이다.

## 구단 경력
그는 2018년 J2리그의 FC 기후에 입단했다. 2019년후 J3리그에 강등했다. 2023년 YSCC 요코하마로 이적했다. 2025년 J2리그의 제프 유나이티드 지바로 이적했다.